# The Grecian Vase
The Grecian Vase è un cortometraggio muto del 1913. Non si conosce il nome del regista del film prodotto dalla Edison e sceneggiato da Richard Ridgely.

## Produzione
Il film fu prodotto dalla Edison Company.

## Distribuzione
Distribuito dalla General Film Company, il film - un cortometraggio in una bobina - uscì nelle sale cinematografiche degli Stati Uniti il 2 settembre 1913.